# Никола Максимовић (политичар)
Никола Ника Максимовић (Сомбор, 1840 — Сомбор, 30. новембар 1907) био је српски адвокат и политичар.

## Биографија
Основну школу завршио је у Сомбору а гимназију похађао у Сремским Карловцима, Будиму и Осијеку. Право је дипломирао у Пешти. Један је од оснивача и секретар пештанског омладинског друштва „Преодница”. Био је члан Уједињене омладине српске.
По завршетку студија изабран је за великог бележника у Сомбору (1867) и на том положају био више година. Био је један од најугледнијих чланова новоосноване Српске народне слободоумне странке. За посланика Српског народно-црквеног сабора биран је више пута од 1869. У Сабору је био члан и потпредседник Школског савета, и члан Митрополијског црквеног савета. За потпредседника Сабора изабран је 1881. Као један од најбољих познавалаца проблематике са представницима мађарских влада учествовао је у преговорима о статусу српске народно-црквене аутономије. Такође је као представник Српске народне слободоумне странке био посланик Угарског државног сабора (1869, 1872, 1878, 1882).
Иако је првобитно био присталица Светозара Милетића и његове политике, долази у сукоб са Милетићем након његовог активног укључивања у политику (од 1873). Закључио је да је Бечкеречки програм нереалан, да га није могуће остварити и да се Срби узалудно троше у неравноправној борби с Бечом и Пештом. Сматрао је да треба одустати од државноправне опозиционе противдуалистичке политике а пажњу усмерити на јачање српске народно-црквене аутономије. У оквиру јаке аутономије, ослобођене чврстог стиска мађарских влада, а обезбеђене народно-црквеним уставом, желео је да ради на економском, културно-просветном, националном и верском јачању Срба. Већим проблемом је сматрао премоћ мађарских влада у аутономији него утицај цркве. У исто време сметали су му превелика моћ и ауторитет Светозара Милетића.
Када је Милетић због болести престао да се бави јавним пословима, Максимовић је одлучио да измени смер српске политике. У сарадњи са Светиславом Касапиновићем око себе је окупио угледне Србе из Хрватске, Славоније и јужне Угарске. Били су то махом представници богатијих слојева српског грађанског друштва ( нотабилитети) који су тражили промену политике Великобечкеречког програма. На конференцијама које је сазвао најпре у Будумпешти (24. марта 1884) а потом у Кикинди (25. априла 1884) донет је нови Великокикиндски програм. Око новог програма, који је признао Аустро-угарску нагодбу из 1867. као свршен чин, и око Заставе желео је да окупи истомишљенике и организује нову Српску народну странку. У томе није успео јер је наишао на снажан отпор у редовима Српске народне слободоумне странке. Од мађарске владе није добио подршку, а против његових намера био је и патријарх Герман Анђелић, с којим је био у сукобу. Дошло је до распада Српске народне слободоумне странке на странку радикала и странку либерала.
Иако у часу настајања одбачене, његове идеје о напуштању државноправне опозиционе борбе живеле су у појединим срединама српског друштва до Првог светског рата. На подручју Хрватске и Славоније њих је, до пада Куена Хедерварија 1903, заступао Српски клуб у Сабору Хрватске.
Бавио се писањем и преводио песме Хајнеа, Гетеа и Јаноша Вајде. Његове делимично сачуване успомене, под насловом Гружани, постхумно је објавила сомборска Слога (1908).
Члан Матице српске био је од 1866. и члан њеног Књижевног одбора од 1880.